# Jamajka na Letnich Igrzyskach Olimpijskich 1976
Jamajkę na Letnich Igrzyskach Olimpijskich 1976 reprezentowało 20 zawodników: 11 mężczyzn, 9 kobiet. Reprezentacja Jamajki zdobyła dwa medale, wszystkie w lekkoatletyce. Był to siódmy start reprezentacji Jamajki na letnich igrzyskach olimpijskich.

## Zdobyte medale
| Medal  | Zawodnik    | Dyscyplina    | Konkurencja            | Rezultat | Data     |
| ------ | ----------- | ------------- | ---------------------- | -------- | -------- |
| Złoto  | Don Quarrie | Lekkoatletyka | bieg na 200 m mężczyzn | 20,23    | 26 lipca |
| Srebro | Don Quarrie | Lekkoatletyka | bieg na 100 m mężczyzn | 10,08    | 24 lipca |